# Первый флот Южной Австралии
В 1836 году не менее девяти кораблей в 1836 году доставили первых европейских поселенцев из Англии на южное побережье Австралии для основания города Аделаида и провинции Южная Австралия. Хотя не все корабли плыли вместе, их называли «Первым флотом Южной Австралии», так как на всех находились планировщики и администраторы новой колонии, а также первые эмигранты, и все они были представлены на провозглашение новой провинции.

## Люди
После исторической встречи в Эксетер-холле 30 июня 1834 года, на которой общественности были разъяснены принципы, цели, план и перспективы новой колонии в Южной Австралии, сотни запросов от потенциальных иммигрантов начали поступать в штаб-квартиру Южно-Австралийской ассоциации в Лондоне.
Корабли, отплывшие в 1836 году, должны были перевозить потенциальных эмигрантов, а также персонал, нанятый Южно-Австралийской компанией, частным коммерческим предприятием, и различных назначенцев британского правительства для создания новой британской провинции Южная Австралия. По схеме эмиграции рабочие классы получали свободный проезд. Они должны были быть в возрасте от 15 до 30 лет, предпочтительно женаты, и им требовалось два документа. Пассажиры третьего класса платили 15–20 фунтов стерлингов, второго класса — 35–40 фунтов стерлингов, а первого класса — 70 фунтов стерлингов. С детей до 14 лет взимается плата в размере 3 фунтов стерлингов, а дети до 1 года — бесплатно.

## Корабли
В январе 1836 года четыре корабля отплыли из Англии от имени Южно-Австралийской компании в преддверии запланированной экспедиции Комиссией по колонизации Южной Австралии, правлением, созданным в соответствии с Законом о Южной Австралии 1834 года. Они построили поселение в Кингскоте на острове Кенгуру, в июля 1836 г., но когда сельское хозяйство оказалось нежизнеспособным, и поселение, и деятельность компании были перенесены на материк.
Четыре корабля были отправлены Южно-Австралийской компанией, три были зафрахтованы Комиссией по колонизации, а два других зафрахтованы частным образом. Корабли начали отплытие из Англии в 1836 году с января примерно до июня и прибыли на побережье Южной Австралии (все, кроме одного, первоначально приземлились на острове Кенгуру) с июля по декабрь того же года, а 28 декабря в Гленелге была провозглашена новая провинция.
Ученым трудно составить окончательный список кораблей-первопроходцев, учитывая отсутствие сохранившихся первичных свидетельств из-за плохого ведения записей и случайной потери записей. Следующий список основан на лучших доступных записях, упорядоченных в хронологическом порядке по дате прибытия в Южную Австралию.
| Корабль                        | Тип и обмер | Капитан               | Дата отбытия (1836) | Дата прибытия в Непин Бэй (1836) | Дата прибытия в Холдфаст Бэй (1836) |
| ------------------------------ | --- | --------------------- | ------------------- | -------------------------------- | ----------------------------------- |
| Герцог Йоркский 37 пассажиров  | Барк,* 197 тонн | Роберт С. Морган      | 5 апреля            | 27 июля*                         |                                     |
| Герцог Йоркский 37 пассажиров  | Известные пассажиры: - Томас Хадсон Беар и четверо детей - Люси Энн Беар (умерла на О.К.) - Шарлотта Хадсон Беар - Г. Массинг - Исраэль Мази - Томас Митчелл - Джон Нил - Чарльз Б. Пауэлл - Роберт Рассел - Д. Х. Шрейфогель - Сэмюэл Стивенс - Уильям Уэст |                       |                     |                                  |                                     |
| Леди Мэри Пелхэм 29 пассажиров | Барк,* 206 тонн | Роберт Росс           | 7 апреля            | 28 июля                          |                                     |
| Леди Мэри Пелхэм 29 пассажиров | Известные пассажиры: - Корнелиус Бердсай - Миссис Бердсай |                       |                     |                                  |                                     |
| Джон Пири 28 пассажиров        | Шхуна | Джордж Мартин         | 22 февраля          | 16 августа                       |                                     |
| Джон Пири 28 пассажиров        | Известные пассажиры: - Генри Алфорд - Чарльз Чендлер - Миссис Мартин - Чарльз Пауэлл - миссис Пауэлл - Джеймс Пауэлл - Мэри Энн Пауэлл - Генри Симпсон |                       |                     |                                  |                                     |
| Рапид 24 пассажира             | Бриг,* 162 тонн | полковник Уильям Лайт |                     | 2 августа                        |                                     |
| Рапид 24 пассажира             | Known passengers: - Альфред Баркер - Уильям Белл - Уильям Брэдли - миссис Брэдли - Роберт Бак старший - Роберт Брюс Бак - Уильям Чатфилд - Джозеф Чайлдс - Уильям Клэмптон - Джон Дункан - Уильям Г. Филд, К.Ф. - Уильям Фримантл - Эдвард Ганди - Мария Ганди (партнерша Уильяма Лайта) - Уильям Ганди - Томас Гепп - Джордж Годдард - Роберт Годдард - Роберт Кит Хилл - Уильям Ходжес - Уильям Джейкоб - Уильям Лоус - Джеймс Льюис - Джордж Милдред - Хирам Т. Милдред - Джордж Пентон - Уильям С. Пуллен - Джон Фрэнк Торн - Джон Торп - Уильям Таки - Джон Вудфорд |                       |                     |                                  |                                     |
| Сигнет 84 пассажиров           | Барк | Джон Роллс            |                     | 11 сентября                      | 5 ноября                            |
| Сигнет 84 пассажиров           | Известные пассажиры: - Э. Адамс - Джеймс Адамс - Миссис Адамс - Уильям Адамс - Миссис Адамс - Джон Аффорд - Джон Эйвери - Томас Белл - Миссис Белл - Джон Бриннан - Роберт Бристоу - Миссис Бристоу - Селби Браун - Джон Кэннон - Сэмюэл Чепмен - Миссис Чепмен - Джон Корни - Дэвид Дивайн - Джозеф Финч - Б. Т. Финнисс - Миссис Финнисс - Джордж Френд - Томас Гилберт - Джон Гудман - Уильям Грин - Миссис Грин - Альфред Харди - Э. Харрингтон - А. Хит - Джеймс Хоар - Миссис Хоар - Джордж Стрикленд Кингстон - У. Х. Кингстон - Джон Леви - Берри Липсон - Томас Липсон, К.Ф. - Миссис Липсон - Эмма Липсон - Элиза Липсон - Мэри Липсон - Джон Локет - Джеймс Маршалл - Миссис Маршалл - Джон Морфетт - Уильям Х. Нил - Миссис Нил - Генри Осборн - Дж. Осборн - Стивен Пэрис - Миссис Пэрис - Чарльз Паррингтон - Эдмунд Парсонс - Томас Поуис - Хью Куин - Томас В. Роджерс - Бэзил Сладден - Исаак Сладден - Смитетт Сладден - Джеймс Батлер Стоун - Джеймс Стаббингтон - Ричард Г. Саймондс - Уильям Тисдейл - Роберт Г. Томас - Уильям С. Уильямс - Чарльз Райт - Доктор Эдвард Райт - Миссис Райт |                       |                     |                                  |                                     |
| Эмма 22 пассажира              | Барк | Джон Ф. Нельсон       |                     | 5 октября                        |                                     |
| Эмма 22 пассажира              | Известные пассажиры: - Джон Беннетт - Джон Крэнфилд - Миссис Крэнфилд - Генри Дуглас - Чарльз С. Хэйр - Миссис Хэйр - Уильям Уилкинс - Миссис Уилкинс |                       |                     |                                  |                                     |
| Африкан 76 пассажиров          | Барк,* 346 тонн | Джон Финли Дафф       | 28 июня             | 2 ноября                         | 8 ноября                            |
| Африкан 76 пассажиров          | Известные пассажиры: - Джон Деммет Бэгг - Джон Браун - Миссис Браун - Генри Бушелл - Миссис Бушелл - Иеремия Калнан - Миссис Калнан - Маргарет Кларк - Джеймс Колтман - Миссис Колтман - Дэниел Кокс - Джеймс Кронк - Сэмюэл Ист - Миссис Восток - Доктор Ч.Д. Эверард - Миссис Эверард - Уильям Эверард - Роберт Фишер - Артур Глиддон - Роберт Гугер - миссис Гугер - Джон Халлетт - Миссис Халлетт - Генри Хилл - Джозеф А. Хилл - Эндрю Джейкобс - Мэри Лиллиуайт - Джеймс Мастерс - Миссис Мастерс - Шарль Нант - Э. У. Осборн (умер на О.К.) - Джордж Парселл - Мэри Парселл - Джон Э. Поллард - Мария Поллард - Джон Майкл Скиппер - Доктор Джон Слейтер (умер на О.К.) - Бенджамин Смит - Мэтью Смит - Мэри Смит - Джон Сносуэлл - Миссис Сносуэлл - Роберт Томас - Мэри Томас - Уильям Киффин Томас - Фрэнсис Томас - Мэри Томас - Хелен Томас - Мэри Винсент - Бенджамин Уикхэм - Уильям Уильямс - Джеймс Уиндебэнк - Альфред Янг |                       |                     |                                  |                                     |
| Тэм О'Шантер 74 пассажиров     | Барк | Уайтман Фриман        |                     | 30 ноября                        | 17 декабря                          |
| Тэм О'Шантер 74 пассажиров     | Известные пассажиры: - Томас Аллен - Миссис Аллен - Уильям Бейлс - Джон Барнард - Роберт Боттинг - Генри Бриггс - Уолтер Бромли - Мария Кэтчлав - Джейн Кэтчлав - Эдвард Кэтчлав, старший - Кэтчлав, младший - Джон Кларк - Томас Кларк - Уильям Финк - Чарльз Форбс - Миссис Форбс - Уильям Фоук - Джордж Фрит - Генри Гилберт - Джордж Гатри - Уильям Хардингтон - Альфред Жак - Уильям Жак - Филип Ли - Миссис Ли - Томас Маслин - Томас Мастерс - Генри Мозли - Уильям Мозли - Уильям Нэйшн - Уильям Филлипс - Миссис Филлипс - Клара Роджерс - Фанни Роджерс - Джозия Роджерс - Мэри Ф. Роджерс - Роберт А. Роджерс - Миссис Томас В. Роджерс - Роберт Росс - Роберт Сиборн - Миссис Сиборн - Томас Уильям Скьюс - Джон Стаки - Миссис Стаки - Эдвард Серфлен - Джордж Уайт - Джон Уайт - Александр Вудс - Миссис Вудс |                       |                     |                                  |                                     |
| Баффало 174 пассажира          | Барк | Джон Хайндмарш        |                     | 24 декабря (Порт Линкольн)       | 28 декабря                          |
| Баффало 174 пассажира          | Известные пассажиры: - Джайлз Эбботт, младший - Джайлз Эбботт, старший - Миссис Эббот - Джон Эбботт - Джон Уильям Адамс - Миссис Адамс - Фредерик В. Аллен - Корнелиус Бин - Джонатан Бин - Джеймс Беннет - Миссис Беннет - Эмили Бланделл - Исаак Брейкер - Джейн Мария Брейкер - Люк Бродбент - Миссис Бродбент - Сэмюэл Чепмен - Джозеф Чегвин - Джеймс Читлборо - Миссис Читлборо - Роберт Кок - Миссис Кок - Джеймс Кок - Уильям Култхард - Миссис Култхард - Уильям Кроксалл - Миссис Кроксалл - Уильям Фергюсон - Миссис Фергюсон - Чарльз Браун Фишер - Миссис Элизабет Фишер - Элизабет «Бесси» Фишер - Джеймс Фишер - Джеймс Хертл Фишер - Марианна Фишер - Роберт Фокс - У. Генри Джайлз - Осмонд Жиль - Джеймс Харви - Ричард Харви - Миссис Харви - Генри Грейг Хьюитт - Джон Хилл - Уильям Хилл - Джон Хайндмарш - Миссис Хайндмарш - Сьюзан Хайндмарш - Джейн Хайндмарш - Мэри Хайндмарш - преподобный Чарльз Бомонт Ховард - миссис Ховард - Янг Б. Хатчинсон - Уильям Ирвин - Джеймс Джексон - Генри Джиклинг К.Ф. - Уорик Лэнгли - Филип Ли - Артур Фиделл Линдси - Уильям Малкольм - Джозеф Миддлтон - Миссис Миддлтон - Джон Монк - Уильям Мур - Генри Т. Моррис - Ричард Невилл - Томас Норрис - Миссис Норрис - Джозия Окли - Сэмюэл Окли-младший - Сэмюэл Окли - Миссис Окли - Томас Окли - Джордж Ормсби - Кейт Оксенхэм - Элиза Оксенхэм - Ричард Пайк - Миссис Пайк - Frank Potts Фрэнк Поттс - Джейкоб Проуз - Миссис Проуз - Филип М. Ричардс - Джордж Робертс - Миссис Робертс - Изабелла Сладден - Джон Сладден - Миссис Дж. Сладден - Ричард Сладден - Миссис Р. Сладден - Джордж Стивенсон - Миссис Стивенсон - Джайлз Э. Стрэнгуэйс - Томас Бьюз Странгуэйс - Стабинг - Роберт Уокер - Миссис Уокер - Уильям Уокер - Уитли |                       |                     |                                  |                                     |

### Комментарии
1. ↑  Барк компании «Южная Австралия», на котором Сэмюэл Стивенс[англ.] заменил Дэвида Макларена[англ.] в Кингскоте 22 апреля 1837 г. в список не включён.
2. ↑  В первоисточниках существуют разногласия относительно даты прибытия «герцога Йоркского» в залив Непин. Джордж Кингстон называет дату прибытия 28 июля, тогда как Роберт Рассел, второй помощник, называет дату прибытия 27 июля.
3. ↑  В первоисточниках существуют разногласия относительно даты прибытия «леди Мэри Пелхэм» в залив Непин. Джордж Кингстон называет дату прибытия 28 июля, в то время как Роберт Рассел, второй помощник капитана, называет дату 30 июля, что, вероятно, правильно, так как два судна поддерживают связь друг с другом в пути, и Леди Мэри  была на связи с Герцогом.
4. 1 2 3 4 5 6 7  Здесь указаны имена пассажиров, которые можно найти в других местах Википедии и в газетах 1800-х годов. Дополнительные имена см. по внешним ссылкам в конце статьи.
5. ↑  Доктор Райт присутствовал на совещании, созванном 10 февраля 1837 г. для обсуждения места строительства будущей Аделаиды.[12]
6. 1 2  Осборн и Слейтер так и не добрались до материка, поскольку погибли во время исследовательского похода на Остров Кенгуру.[13]